# Vĩnh Thái, Nha Trang
Vĩnh Thái là một xã cũ thuộc thành phố Nha Trang, tỉnh Khánh Hòa, Việt Nam.
Xã Vĩnh Thái có diện tích 15,34 km², dân số năm 1999 là 6534 người, mật độ dân số đạt 426 người/km².